# Trinidad e Tobago nos Jogos Pan-Americanos de 1967
Trinidad e Tobago competiu nos Jogos Pan-Americanos de 1967 em Winnipeg, Canadá, de 23 de julho a 6 de agosto de 1967. Conquistou sete medalhas no total.